# 劉易斯縣 (田納西州)
劉易斯縣（英語：Lewis County）是美國田納西州中南部的一個縣。面積732平方公里。根據美國2000年人口普查，共有人口11,367人。縣治霍恩沃爾德 (Hohenwald)。
成立於1843年12月23日。縣名紀念死在當地的軍人、探險家梅里韋瑟·劉易斯。其墓地位於本縣的地理中心。